# Bagnoles de l'Orne Normandie
Bagnoles de l'Orne Normandie is een gemeente in het Franse departement Orne (regio Normandië). De plaats maakt deel uit van het arrondissement Alençon. Bagnoles de l'Orne Normandie is op 1 januari 2016 ontstaan door de fusie van de gemeenten Bagnoles-de-l'Orne en Saint-Michel-des-Andaines. De gemeente telde 2.698 inwoners op 1 januari 2022.

## Geografie
De oppervlakte van Bagnoles de l'Orne Normandie bedroeg op 1 januari 2022 15,7 vierkante kilometer; de bevolkingsdichtheid was toen 171,8 inwoners per km².
De onderstaande kaart toont de ligging van Bagnoles de l'Orne Normandie met de belangrijkste waterlopen en aangrenzende gemeenten.

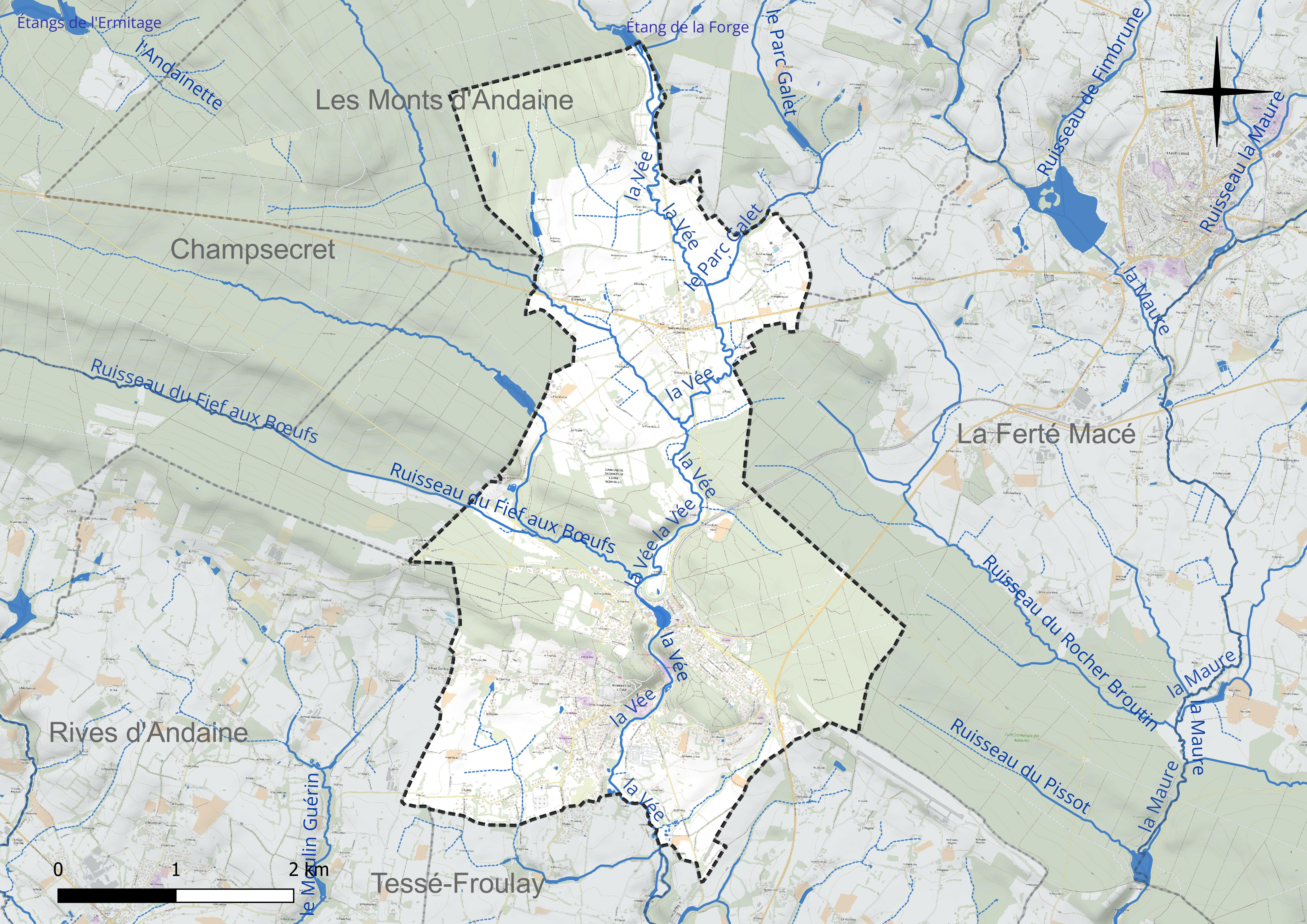